# Miclești, Criuleni
Miclești este satul de reședință al comunei cu același nume  din raionul Criuleni, Republica Moldova. Satul este situat la o distanță de 30 km de orașul Criuleni și la 32 km de municipiul Chișinău și are o suprafață de circa 0,88 km², cu un perimetru de 4,55 km.

## Istoria localității
Prima mențiune documentară a localității Miclești datează din anul 1451, regăsindu-se într-un act emis de sfatul domnesc al lui Bogdan Vodă, tatăl lui Ștefan cel Mare:
„Bogdan voievod acordă privilegiu pentru satul Miclești, cu cuturile sale; boierului Colțea.

Dat la Suceava, 6959 <1451> aprilie 3.”
Prin acest document i se întărea boierului Colțea stăpânirea asupra satului Miclești cu toate părțile acestuia, însă nu poate fi exact identificată așezarea geografică a acestei localități, deoarece pe teritoriul Țării Moldovei au existat mai multe sate cu denumirea Miclești în ținuturile Dorohoi, Vaslui, Putna.
Prima atestare certă a satului Miclești datează din 30 aprilie 1528, când domnitorul Petru Rareș întărea boierului Luca proprietăți la Miclești. Mai târziu Micleștii sunt menționați în mai multe acte de vânzare–cumpărare din timpul domniei lui Bogdan Lăpușneanu (1568-1572) și Aron Tiranul (1591-1592; 1592-1595). În 1672, în timpul răscoalei răzeșilor din ținutul Orheiului împotriva lui Duca Vodă, oastea orheienilor a trecut prin Miclești, Drăsliceni și Logănești.
Din secolul al XVIII-lea familia Donici stăpânește părți de moșie la Miclești. La 15 iulie 1730, Andronache Donici, proprietar de pământ la Miclești, era și unul dintre marii dregători ai Moldovei, fiind mare spătar. Un alt Andronache Donici, care a trăit între 1760-1829, stăpânește moșia și satul Miclești, ridică curțile boierești și ctitorește în 1802, din piatră, biserica Sfântul Spiridon, ridicată pe locul unui locaș mai vechi din lemn. Descendentul său, Alexandru Donici, născut în 1806 și decedat în 1866, prin scrierile sale a adus o contribuție importantă la dezvoltarea culturii.
Recensământul din anul 1835 înregistrează la Miclești 417 locuitori. Către anul 1923 la Miclești sunt consemnate 170 de gospodării cu 1005 locuitori. Recensământul din anul 1940 fixa la Miclești 1266 de persoane.

## Demografie
La recensământul din 2004, populația satului era formată din 1.468 de persoane, dintre care 50,07% - bărbați și 49,93% - femei. Structura etnică a populației în cadrul satului este următoarea: 99,66% - moldoveni, 0,20% - ruși, 0,07% - ucraineni, 0.07% - găgăuzi.
Conform recensământului din 2014, populația satului era fornată din 2.205 de persoane, dintre care 1.105 erau bărbați și 1.098 erau femei.

## Primari
| Primar         | Mandat | Mandat  | Mandat  | Partid                    |
| Primar         | nr.    | început | șfârșit | Partid                    |
| -------------- | ------ | ------- | ------- | ------------------------- |
| Silvia Butucel | 1      | 1988    | 1991    | ?                         |
| Silvia Butucel | 2      | 1991    | 1994    | ?                         |
| Silvia Butucel | 3      | 1995    | 1998    | PDA                       |
| Silvia Butucel | 4      | 1999    | 2002    | CDM                       |
| Silvia Butucel | 5      | 2003    | 2006    | ?                         |
| Iurie Buga     | 1      | 2007    | 2011    | PLDM                      |
| Iurie Buga     | 2      | 2011    | 2015    | PLDM                      |
| Iurie Buga     | 3      | 2015    | 2019    | PLDM (până în 2015) / PDM |
| Iurie Buga     | 4      | 2019    | 2023    | PDM și PAS                |
| Iurie Buga     | 5      | 2023    |         | PAS                       |

## Obiective turistice
Satul conține următoarele obiective turistice:
- conacul familiei Donici construit de boierul Andronache Donici între anii 1798–1799;[necesită citare]
- parcul natural (monument de arhitectură peisagistică[2]) cu specii rare de copaci pe o suprafață de 2 ha;
- biserica cu hramul Sfântului Ierarh Spiridon, cu 2 icoane din anul 1898.

## Personalități
- Gheorghe Mardare (n. 1946), plastician, critic și cercetător de arte, pedagog și publicist.
- Iordache Donici – moșier, ctitor al bisericii din satul Miclești (Criuleni) construită din piatră în 1802 sub forma unei cruci.[3]